# Joseph Jacob Murray de Melgum
Graf Joseph Jacob Murray de Melgum (* 6. August 1718 in Tournai; † 5. Juni 1802 in Wien) war ein schottischer Adliger, der habsburgischer Feldzeugmeister wurde. Er erhielt am 16. September 1740 die Anerkennung als österreichischer Freiherr und stieg am 25. November 1761 in den Grafenstand auf.

## Herkunft und Familie
Er entstammte dem schottischen Clan Murray und war der Sohn des Robert Murray († 1719), der Inhaber und Kommandeur eines Regiments schottischer Infanterie in nord-niederländischen Diensten war, welches zum Zeitpunkt von Joseph Jacobs Geburt in Tournai in den südlichen Niederlanden stationiert war. Der Vater amtierte dort auch als Gouverneur.
Murray war zweimal verheiratet. Seine erste Frau war die Luxemburgerin Christine de Maringle († 1753). Das Paar hatte eine Tochter:
- Christina Teresa Josepha († 1813) ⚭ 1779 in Brüssel James Ogilvy, 7. Earl of Findlater (1750–1811)[2]

Aus der zweiten, 1765 geschlossenen Ehe mit Maria Colette Gräfin von Lichtervelde entsprossen Kinder, ein Sohn und eine Tochter:
- Henriette Auguste Josephine (* 18. Oktober 1771; † 21. Dezember 1849) ⚭ 1802 Major Philipp Marquis de Bacquehem (* 28. Oktober 1771; † 25. Januar 1849), k. k. Kämmerer[5]
- Albrecht Joseph Ghislain (1774–1848), k. k. Kämmerer, Feldmarschall-Lieutenant und niederösterreichischer Landstand[6] ⚭ 1815 Gräfin Almeria Franziska Ursula Esterházy-Galantha (1789–1848)[4]

Seine letzten Lebensjahre verbrachte er meist in Wien.

## Militärische Karriere
Mit 15 Jahren trat Joseph Jacob Murray de Melgum formal in das kaiserliche Infanterieregiment Nr. 9 „Los Rios“ ein, der tatsächliche Dienstantritt erfolgte 1739.
Er diente im Österreichischen Erbfolgekrieg im wallonischen Regiment Nr. 55 (Arberg) und brachte es bis zum Major (1747). Er nahm am Siebenjährigen Krieg teil und wurde 1757 als Oberst in das Infanterieregiment Nr. 9 versetzt. Er zeichnete sich bei Breslau, Leuthen und Hochkirch so sehr aus, dass er Ritter des Maria-Theresia-Ordens wurde. Bei Breslau verteidigte er das Dorf Effingen gegen einen überlegenen Feind, bei Hochkirch rettete er die eingeschlossenen Grenadiere.
Er wurde am 30. Juni 1760 mit Rang vom 10. Oktober 1758 Generalfeldwachtmeister außerdem wurde er 1768 Inhaber des Infanterieregiments Nr. 55. Am 19. Januar 1771 mit Rang vom 30. Januar 1767 zum Feldmarschall-Lieutenant und 3. April 1784 mit Rang vom 17. März 1784 zum Feldzeugmeister ernannt. Im Jahr 1787 erfolgte seine Versetzung in den Ruhestand.

## Beamten- und Hofkarriere
1766 wurde Murray de Melgum Unter-Inspekteur der in den Österreichischen Niederlanden stationierten Infanterie, 1780 Geheimrat und Kommandierender General aller kaiserlichen Truppen in den Niederlanden. Als im Jahre 1787 dort Unruhen ausbrachen und das Haupt der Zivilverwaltung, der Bevollmächtigte Minister Graf di Barbiano e Belgiojoso, zur Berichterstattung nach Wien gerufen wurde, übernahm Murray de Melgum ad interim auch dessen Amtsbefugnisse. Seine Maßnahmen zur Bekämpfung der Unruhen fanden am Kaiserhof keine Billigung, er wurde deshalb im gleichen Jahr abberufen und ehrenvoll pensioniert.

## Adelstitel
1736 erbte er von seinem Neffen Sir Alexander Murray, 2. Baronet den Titel Baronet, of Melgund in the County of Forfar, der dessen Vater am 29. Januar 1704 in der Baronetage of Nova Scotia verliehen worden war. Er ließ sich erst am 28. März 1771 beim Court of the Lord Lyon als Titelinhaber registrieren.
Mit Diplom vom 16. September 1740 wurden er und seine Familie in den österreichischen Freiherrenstand und mit Diplom vom 25. November 1761 in den österreichischen Grafenstand erhoben. Mit Diplom vom 19. April 1783 wurde seiner Familie schließlich eine Vermehrung des Wappens bewilligt mit der Erlaubnis, den Herzogshut und den Hermelinmantel in das Wappen aufnehmen zu dürfen.